# جزيرة الأحلام (مسلسل)
جزيرة الأحلام هو مسلسل مصري قطري-كوميدي، من إخراج تامر اسحاق وناصر الدوسري وتأليف مازن طه. المسلسل من بطولة حسن حسني وفادي صبيح وعبدالله غيفان وسميرة الوهيبي وطارق تميم وروعة ياسين وغازي حسين وريم عبدالعزيز. تم تصوير المسلسل في قطر، وصدر في رمضان عام 1436هـ.

## ملخص للقصة
تدور أحداث المسلسل حول خمس عائلات سورية ومصرية ولبنانية، وعائلتين قطريتين، تدور بينهم مجموعة من المواقف الطريفة، في قالب اجتماعي كوميدي خفيف.

## طاقم العمل
حسن حسني - فادي صبيح

عبد الله غيفان - سميرة الوهيبي

طارق تميم - روعة ياسين

غازي حسين - ريم عبد العزيز

مديحة كنيفاتي - حسن عاطف

ميشال أبو سليمان - سوار

حسام طه - عبد الله الهيل

سماح السيد - مي صايغ

زين كرزون - مشعل المري

فهد القريشي - إسماعيل القصاص